# Karol Hoffman

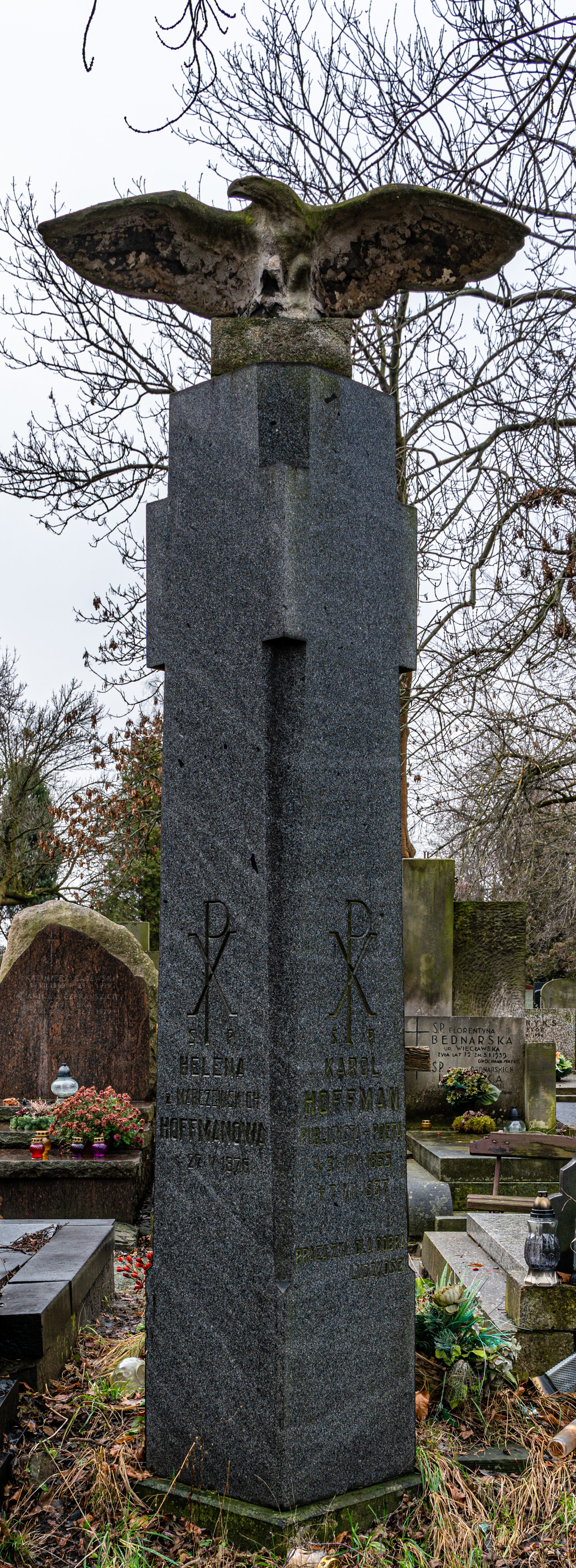
Grób Karola Hoffmana na cmentarzu Powązkowskim

Karol Hoffman (ur. 30 sierpnia 1855 w Łomży lub Suwałkach, zm. 7 grudnia 1937 w Śródborowie) – polski dziennikarz, pisarz, działacz społeczny i popularyzator krajoznawstwa. Organizator amatorskiego ruchu teatralnego, aktor, reżyser i autor utworów scenicznych.

## Życiorys
Był synem Jana Nepomucena Hoffmana. Już jako uczeń Gimnazjum Gubernialnego w Suwałkach organizował przedstawienia teatralne. W 1872 rozpoczął studia prawnicze na Cesarskim Uniwersytecie Warszawskim, ale porzucił je, aby zostać aktorem teatru objazdowego. Jeszcze w trakcie studiów został uczniem profesora warszawskiej Szkoły Dramatycznej Jana Chęcińskiego.
W 1875 debiutował w zespole teatralnym  Czesława Janowskiego we Włocławku. W 1876 występował u Henryka Modzelewskiego w Kutnie, Włocławku i Lipnie. Następnie, po krótkim pobycie w Warszawie, przeniósł się do Suwałk, gdzie rozpoczął pracę jako urzędnik. Organizował tam także amatorskie przedstawienia teatralne. W 1880 wstąpił do działającego w mieście zespołu B. Kremskiego i H. Wójcickiego.
W kolejnych latach występował w licznych zespołach aktorskich, kierowanych m.in. przez F. Stobińskiego (Ciechanów), F. Ratajewicza (Hrubieszów), J. Myszkowskiego (Zamość),  J. Żołopińskiego (Warszawa, Radom, Lublin), J. Grabińskiego (Lublin), J. Puchniewskiego (Lublin), L. Dobrzańskiego i J. Reckiego (Radom).
W październiku 1884 zorganizował własny zespół, z którym występował w Krasnymstawie i Zamościu. W roku 1885 oraz 1895 prowadził własny zespół w Puławach (pierwszy z dojazdami do Dęblina i Nałęczowa, drugi – do Łukowa). Własnym zespołem kierował także do stycznia 1886 w Łukowie. W kwietniu 1887 wraz z J. Głodowskim zorganizował w Częstochowie kolejny zespół, z którym odwiedził m.in. Kutno, Kalisz, Radom, Puławy i Sandomierz. Wspólnie z J. Głodowskim pracował także w latach 1887–1888 w Łomży, Kole, Turku i Łęczycy, a w roku 1896 w Pułtusku i Łowiczu.
W latach 1888–1894 przebywał w Radomiu. Objął stanowisko redaktora „Dziennika Gubernialnego” („Radomskija Gubernskija Wiedomosti”). 31 lipca 1888 został kierownikiem literackim działającego w Radomiu teatru amatorskiego, a 25 maja 1889 otworzył pierwszą w mieście bezpłatną czytelnię (przekazaną w 1894 pod zarząd Towarzystwu Dobroczynności). W latach 1893–1894 prowadził w Radomiu własną księgarnię. Należał do Towarzystwa Straży Ogniowej w Radomiu, w którym pełnił funkcję pomocnika naczelnika Oddziału II.
W 1890 (8 lipca) ożenił się z Heleną Marczewską. Po roku 1896 przebywał głównie w Warszawie. Pracował jako dziennikarz w „Kurjerze Warszawskim” i w „Biesiadzie Literackiej”. Organizował przedstawienia amatorskie Towarzystwa Dobroczynności, Koła Miłośników Sceny, Polskiego Towarzystwa Dramatycznego, Stowarzyszenia Handlowców.
Na scenie teatralnej pojawił się ponownie dopiero w 1908, kiedy wziął udział w objeździe zespołu H. Marcello-Palińskiej. W latach 1909–1910 występował w krakowskim Teatrze Ludowym. Z nowo utworzonymi przez siebie zespołami występował w latach 1908–1912 m.in. w Druskiennikach, Suwałkach, Grodnie, Humaniu, Chełmie i Połądze. W 1923 na prośbę Juliusza Osterwy wystąpił w przedstawieniu Turoń w warszawskim Teatrze Reduta.
Grywał głównie role charakterystyczne, np. Heliodora w sztuce Marcowy kawaler, czy Clapsona w spektaklu Dom wariatów. Był jednym z inicjatorów budowy Schroniska Artystów Weteranów Scen Polskich w Skolimowie oraz założenia Związku Artystów Scen Polskich.
Spoczywa na cmentarzu Powązkowskim w Warszawie (kwatera 118-1-22).

## Twórczość literacka i teatralna
Hoffman był autorem wielu utworów literackich. Jego wiersze, nowele i opowiadania ukazywały się m.in. w „Gazecie Radomskiej”. Jego działalność zarówno literacka, jak i teatralna były wyrazem przeświadczenia o oświatowym znaczeniu teatru. Jako literat i publicysta 19 marca 1937 został odznaczony Srebrnym Krzyżem Zasługi.
Tworzył przeznaczone dla teatrów amatorskich zbiory monologów i dialogów, takie jak Wieczory artystyczno-literackie (Warszawa 1897). Był autorem obrazka scenicznego U ognia (1889), poświęconego członkom Ochotniczej Straży Ogniowej w Radomiu. Dokonał adaptacji scenicznej powieści Fiodora Dostojewskiego Bracia Karamazow. W przedstawieniu, które wystawił 1 listopada 1890 w Radomiu, zagrał rolę Dymitra Karamazowa.
Wiedziony sentymentem do miasta, w którym przez wiele lat mieszkał i pracował, Karol Hoffman napisał utwór pt. Radom.

## Wybrane utwory
- Nieznany gość (1877) – zbiór wierszy
- U ognia (1889)
- Bukiet dramatyczny (1889, wraz z J. Głodnowskim)
- Listy ex-aktora do ex-aktora (1891)
- Zwiędłe kwiaty (1892)
- Wieczory artystyczno-literackie (1897)
- Adam Mickiewicz: życiorys, wierszem nakreślony (1906)
- Nieznane zakątki kraju (Suwalszczyzna) (1908) – przewodnik krajoznawczy
- Tam, gdzie się urodził J. Słowacki. Krzemieniec (1909) – przewodnik krajoznawczy